# Kramgoa låtar 1
Kramgoa låtar 1 utkom 1975 och är ett studioalbum av det svenska dansbandet Vikingarna. Detta var det första av Vikingarnas album som spelades in för skivbolaget Mariann Records. Return to Sender är en cover på låten av Elvis Presley. Albumet återutgavs 1996 till CD.

## Låtlista

### Sida A
1. Jag har väntat på dig (cover Abba "I've Been Waiting for You")
2. Hipp hurra vilken dag
3. Du gav bara löften
4. Return to Sender
5. Skall du någonsin bli min
6. Gå min älskling (Love Me Tender)
7. Det hände bakom knuten

### Sida B
1. Du och jag
2. Sommarflicka
3. En blomma är så vacker
4. Får jag lov till att dansa med dig
5. Alltid tänker jag på dig
6. Lasta inte mig

## Listplaceringar
| Lista (1975-1976, 1983, 1986-1987, 1989, 1992) | Topplacering |
| ---------------------------------------------- | ------------ |
| Norge                                          | 5            |
| Sverige                                        | 10           |